# Era espacial

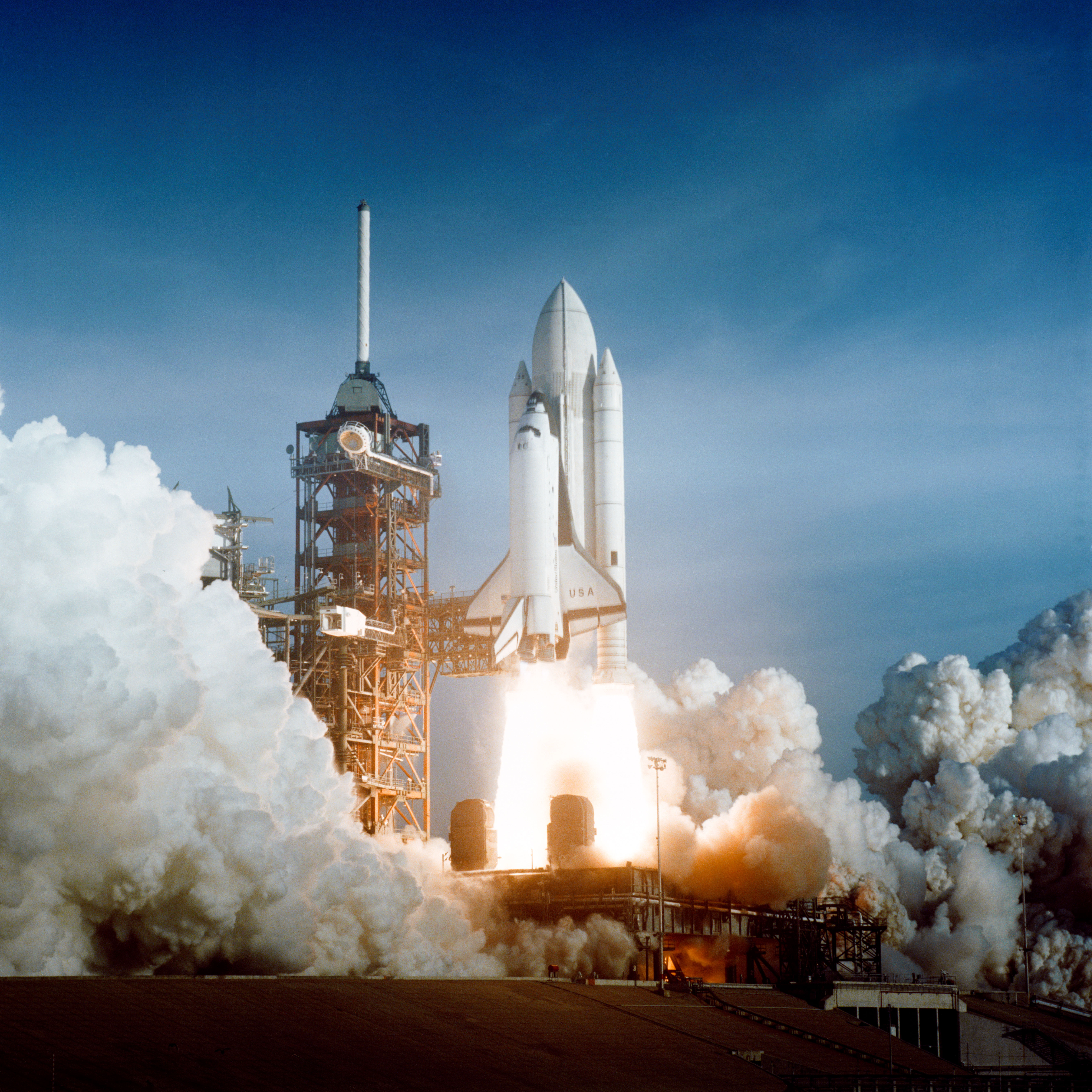
O ônibus espacial Columbia decola em uma missão tripulada ao espaço.

Era espacial é um período que abrange as atividades relacionadas à corrida espacial, exploração espacial, tecnologia espacial e os desenvolvimentos culturais influenciados por esses eventos, começando com o lançamento do Sputnik 1 em 1957 e continuando até o presente.

## História

### Antecedentes

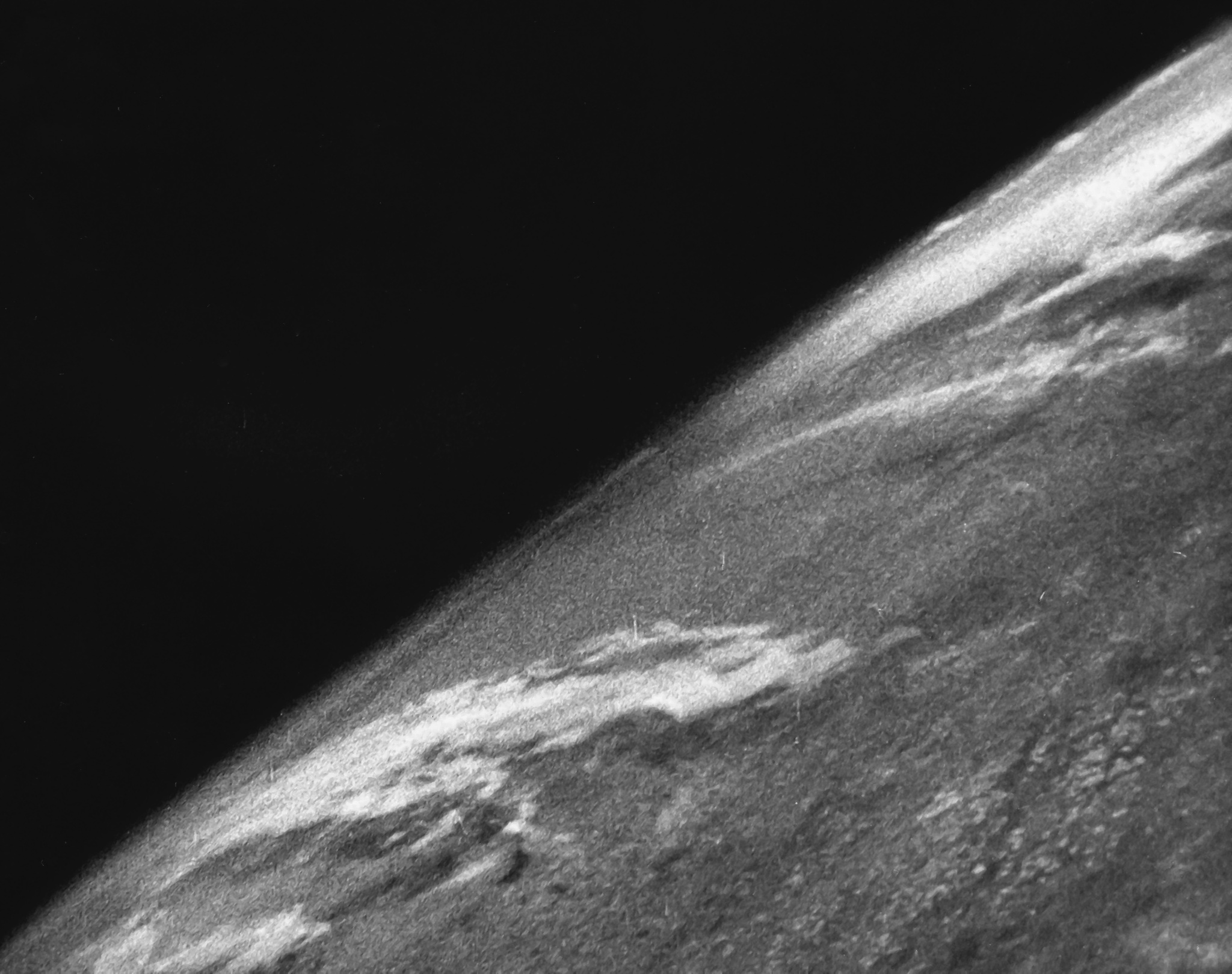
A primeira foto tirada no espaço foi feita através de um foguete V-2 em 24 de outubro de 1946.

A Era Espacial também pode ser considerada como tendo começado muito antes de 4 de outubro de 1957, porque em junho de 1944, um foguete alemão V-2 se tornou o primeiro objeto feito pelo homem a entrar no espaço, embora apenas brevemente. Alguns até consideram março de 1926 como o início da era espacial, quando o estadunidense pioneiro de foguetes Robert H. Goddard lançou o primeiro foguete de combustível líquido do mundo, embora ele não tenha alcançado o espaço sideral. Também já na década de 1920, o primeiro programa de foguete experimental em grande escala do mundo, Opel-RAK, foi iniciado sob a liderança de Fritz von Opel e Max Valier. Recordes de velocidade para veículos terrestres e ferroviários foram alcançados em 1928 e von Opel pilotou o primeiro vôo público do mundo de um avião-foguete, Opel RAK.1. A Grande Depressão pôs fim ao programa Opel-RAK, mas teve um impacto forte e duradouro nos pioneiros dos voos espaciais posteriores, em particular em Wernher von Braun, que acabaria por liderar o programa V2 da era nazista.
Como o vôo do foguete V-2 foi realizado em segredo, o acontecimento não era de conhecimento público. Além disso, os lançamentos alemães, bem como os testes de foguetes de sondagem subsequentes realizados nos Estados Unidos e na União Soviética durante o final dos anos 1940 e início dos anos 1950, não foram considerados significativos o suficiente para iniciar uma nova era porque não atingiram a órbita. Ter um foguete poderoso o suficiente para alcançar a órbita significava que uma nação poderia colocar uma carga útil em qualquer lugar do planeta, ou para usar outro termo, possuir um míssil balístico intercontinental. O fato de que, após tal desenvolvimento, nenhum lugar na Terra estava a salvo de uma ogiva nuclear é o motivo pelo qual o padrão orbital é comumente usado para definir quando a era espacial começou.

### Começo

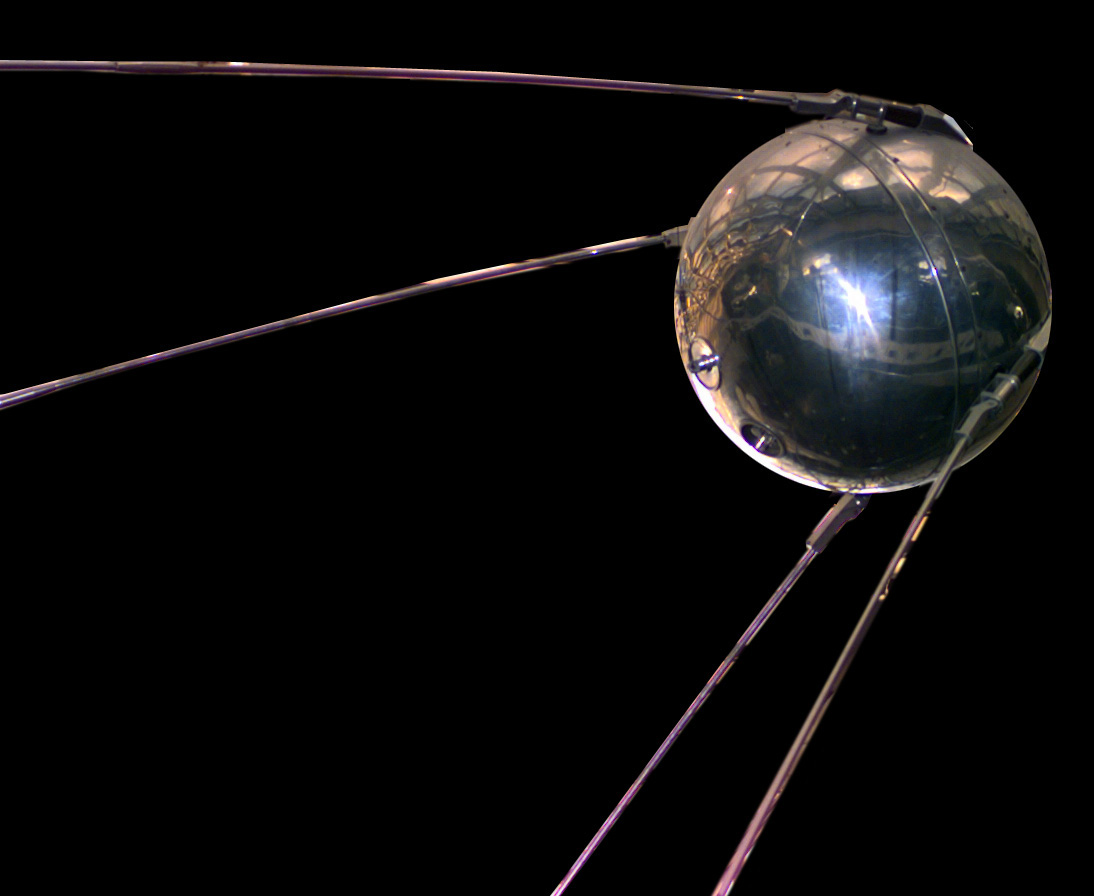
O lançamento do satélite Sputnik 1 marcou o início da era espacial.

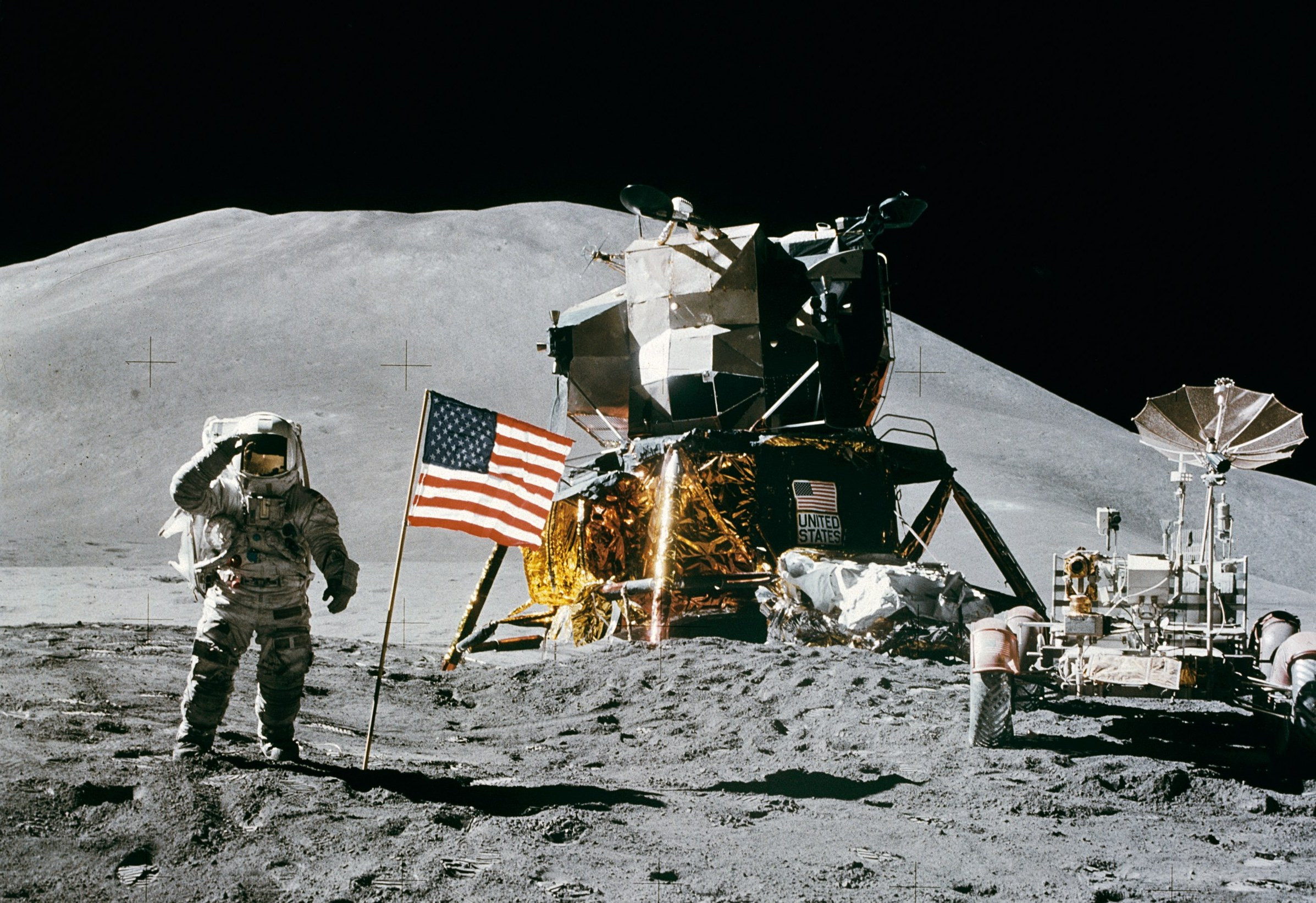
O astronauta James Irwin caminha sobre a Lua próximo ao módulo de aterrissagem e o rover lunar da Apollo 15, em 1971. Os Estados Unidos são o único país que enviou missões tripuladas à superfície lunar.

A era espacial começou com o desenvolvimento de várias tecnologias que convergiram com o lançamento do Sputnik 1 em 4 de outubro de 1957 pela União Soviética. Este foi o primeiro satélite artificial do mundo, orbitando a Terra em 96,17 minutos e pesando 83 kg (183 lb). O lançamento do Sputnik 1 inaugurou uma nova era de conquistas políticas, científicas e tecnológicas que ficou conhecida como "era espacial", por conta do rápido desenvolvimento de novas tecnologias e de uma corrida por conquistas, principalmente entre os Estados Unidos e a União Soviética. Avanços rápidos foram feitos em foguetes, ciência de materiais e outras áreas. Grande parte da tecnologia originalmente desenvolvida para aplicações espaciais foi desmembrada e encontrou usos adicionais. Um exemplo é o material viscoelástico.
Antes da tentativa de voos espaciais tripulados, vários animais foram levados ao espaço para identificar potenciais efeitos prejudiciais da microgravidade e exposição à radiação em grandes altitudes.
A era espacial atingiu seu auge com o programa Apollo, que capturou a imaginação de grande parte da população mundial. O pouso da Apollo 11 na Lua foi assistido por mais de 500 milhões de pessoas em todo o mundo e é amplamente reconhecido como um dos momentos decisivos do século XX. Desde então, a atenção do público se deslocou em grande parte para outras áreas.
Nos Estados Unidos, o desastre do ônibus espacial Challenger em 1986 marcou um declínio significativo nos lançamentos de ônibus espaciais tripulados. Após o desastre, a NASA suspendeu todos os ônibus espaciais por questões de segurança até 1988. Durante a década de 1990, o financiamento para programas relacionados ao espaço caiu drasticamente à medida que as estruturas restantes da agora dissolvida União Soviética se desintegravam e a NASA não tinha mais concorrência direta.
Desde então, a participação em lançamentos espaciais tem se ampliado cada vez mais para incluir mais governos e interesses comerciais. Desde a década de 1990, a percepção pública da exploração espacial e das tecnologias relacionadas ao espaço tem sido de que tais empreendimentos são cada vez mais comuns.
A NASA suspendeu permanentemente todos os ônibus espaciais dos EUA em 2011. Desde então, a NASA confiou na Roscosmos, da Rússia, e na SpaceX para levar astronautas americanos de e para a Estação Espacial Internacional.

### Século XXI

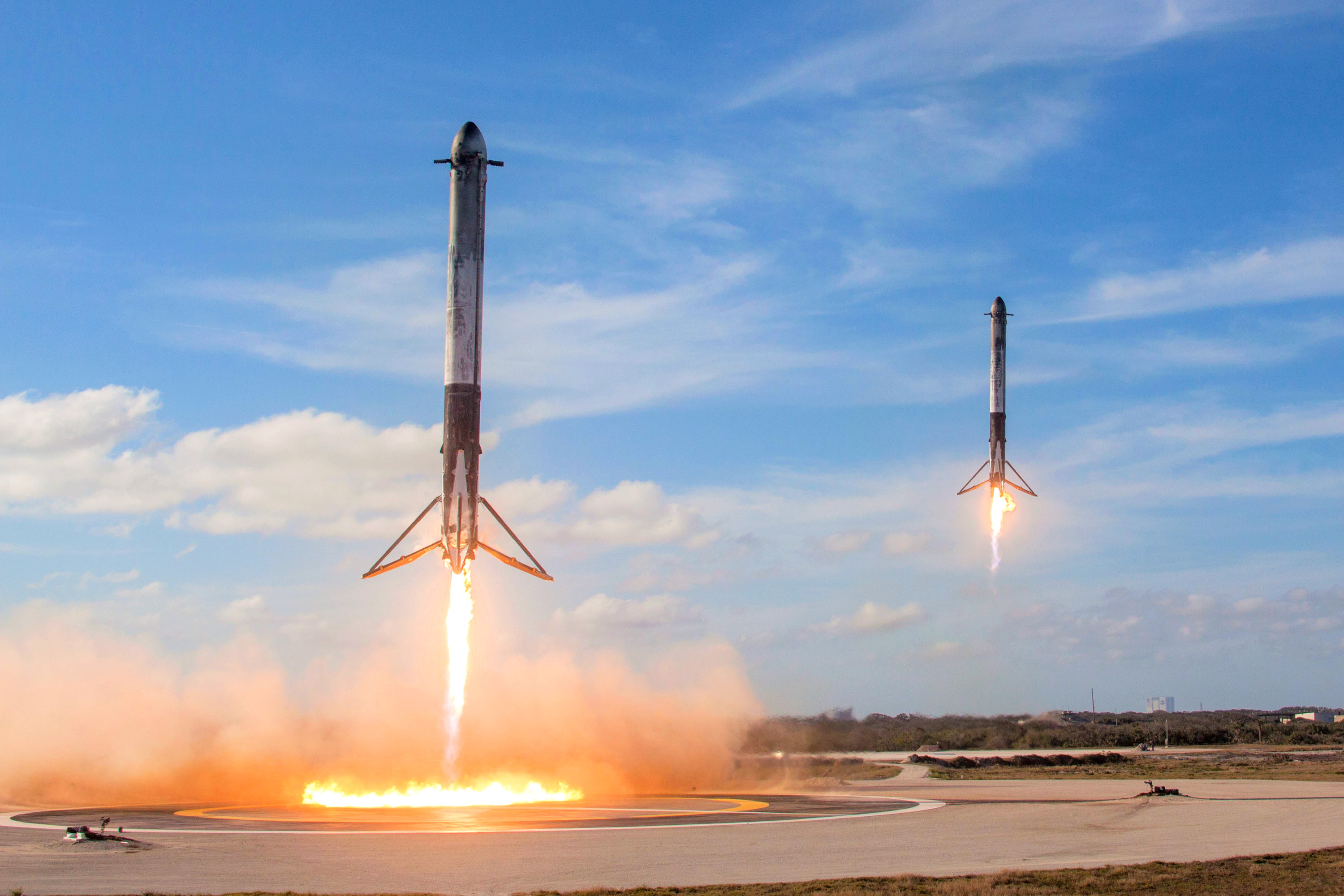
Os boosters laterais reutilizáveis do Falcon Heavy, da SpaceX, pousam em uníssono nas Zonas de Aterrissagem 1 e 2 de Cabo Canaveral após o voo de teste em 6 de fevereiro de 2018.

No início do século XXI, a competição Ansari X Prize foi criada para ajudar a impulsionar voos espaciais privados. A vencedora, a Space Ship One em 2004, tornou-se a primeira nave espacial não financiada por uma agência governamental.
Vários países agora têm programas espaciais com empreendimentos tecnológicos relacionados, como instalações de lançamento. Existem muitos satélites científicos e comerciais em uso hoje, com milhares de satélites em órbita e vários países têm planos de enviar humanos ao espaço. Alguns dos países que aderiram a esta nova corrida são França, Índia, China, Israel e Reino Unido, todos os quais empregaram satélites de vigilância. Existem vários outros países com programas espaciais menos extensos, incluindo Brasil, Alemanha, Ucrânia e Espanha.
Quanto ao programa espacial dos Estados Unidos, a NASA está atualmente construindo uma cápsula de tripulação para o espaço profundo chamada Orion, cujo objetivo é levar humanos a Marte. A NASA espera que esta missão “inicie uma nova era de exploração espacial”.
Outro fator importante que afeta a atual era espacial é a privatização dos voos espaciais. Uma empresa privada significativa de voos espaciais é a SpaceX, que se tornou proprietária de um dos maiores veículos de lançamento do mundo quando lançou seu maior foguete atual, o Falcon Heavy em 2018. Elon Musk, fundador e CEO da SpaceX, apresentou o objetivo de estabelecer uma colônia de um milhão de pessoas em Marte e a empresa está desenvolvendo seu veículo de lançamento Starship para facilitar isso. Desde a missão Demo-2 para a NASA em 2020, na qual a SpaceX lançou astronautas pela primeira vez para a Estação Espacial Internacional, a empresa manteve uma capacidade orbital de voos espaciais tripulados. A Blue Origin, uma empresa privada fundada pelo fundador da Amazon.com, Jeff Bezos, está desenvolvendo foguetes para uso em turismo espacial, lançamentos de satélites comerciais e eventuais missões à Lua e além. A Virgin Galactic, empresa de Richard Branson, está se concentrando em veículos de lançamento para turismo espacial. Uma empresa derivada, a Virgin Orbit, lança pequenos satélites com seu foguete LauncherOne. Outro lançador de pequenos satélites, o Rocket Lab, desenvolveu o foguete Electron para enviar espaçonaves ainda mais para o Sistema Solar.